# كومودو إديت
كومودو إديت هو محرر نصوص ينتمي لعائلة البرمجيات الحرة وهو مخصص لتحرير نصوص الشيفرات المصدرية للغات البرمجة المرنة، بدايته كانت في شهر يناير من العام 2007 ليكون مكملاً لأداة التحرير كومودو اي دي إي (Komodo IDE) التي كانت شركة أكتيف ستايت تعمل على تطويرها، وابتداءً من الإطلاقة 4.3 تم تطوير كومودو إديت على منصة مشروع أوبن كومودو، ومن الجدير بالذكر أن العديد من مزايا ووظائف المحرر كومودو إديت مستمدة من مفسر لغة بايثون المضمن مع المحرر
تم استخدام الشيفرة البرمجية المستمدة من مشروع موزيلا بالإضافة إلى استخدام مكتبة سينتيلّا البرمجية في مشروع أوبن كومودو حيث اشتركا في العديد من المزايا ووالظائف بالإضافة إلى دعمهما إلى العديد من لغات البرمجة المشتركة (و يشمل ذلك لغات بايثون، بيرل، بي أتش بي، روبي، تي سي أل أو كما يحلو للبعض تسميتها «تيكل»، أس كيو أل، سمارتي، صفحات الطرز المتراصة "CSS"، أتش تي أم أل، وأكس أم أل) وأنظمة التشغيل المشتركة (ويشمل ذلك كل من لينوكس، ماك أو أس أكس، وميكروسوفت ويندوز)، وتم تطبيق مكونات المحرر باستخدام واجهة برمجة التطبيقات أن بي إيه بي آي واستخدم أيضاً عارض مكتبة سينتيلّا البرمجية حيث تم تضمينه في واجهة إكس يو إل لتلعب دور متصفح الويب في المحرر.
و يدعم كل من كومودو إديت وكومودو اي دي إي عمليات التخصيص للمستخدمين من خلال الإضافات والماكروات، وما يجذب الانتباه إلى هذه الميزة هو أن الإضافات في محرر كومودو يتم تطويرها على أساس إضافات موزيلا ويمكن البحث عن هذه الإضافات وتحميلها وتخصيصها وتنصيبها وتحديثها من نفس المحرر دون الحاجة للرجوع إلى برامج منفصلة لتأدية هذا الغرض، ومن الإضافات الموجودة للمحرر سرد الروتينات الفرعية، مزايا التوصيل الأنبوبي، ودعم عدد من اللغات البشرية بالإضافة إلى واجهة مستخدم محسنة وسهلة الاستخدام.

## روابط خارجية
- الموقع الرسمي للمحرر كومودو إديت
- الموقع الرسمي لبيئة التطوير المتكاملة كومودو اَي دي إي
- الموقع الرسمي للمحرر أوبن كومودو